# Раненый в лесу
«Раненый в лесу» (пол. Ranny w lesie) — польский военный художественный фильм, снятый режиссёром в 1963 году на киностудии Zespół Filmowy Studio. Экранизация одноименного романа Витольда Залевского.
Премьера фильма состоялась 14 апреля 1964 года.

## Сюжет
Партизанский отряд Армии Крайовой пытается с боями выйти из окружения. Раненый в руку капрал «Кораль» получает приказ прорваться сквозь немецкие заслоны с тяжело ранеными поручиком «Бжозой» и «Ястжембом». Его сопровождают Мацек, «Серота» и «Вятрак». Их цель — достичь определенного места, где их ожидает транспорт и врач. Немцы приступили к зачистке местности вокруг их укрытия, и никто не прибывает на условленную встречу. Ситуация становится все более драматичной. Один из сопровождающих не выдерживает и дезертирует, Мацек в отчаянии вынужден искать воду для своих раненых товарищей. Между тем враги становятся всё ближе. Между тем, поручик «Бжоза», находящийся в бессознательном состоянии, обладает очень важной информацией для командования Армии Крайовой.

## В ролях
- Юзеф Дуряш — поручик «Бжоза»
- Даниэль Ольбрыхский — капрал «Кораль»
- Стефан Фридман — Мацек
- Владислав Бадовский — майор, командир объединения
- Хенрик Хунко  — «Серота»
- Здислав Карчевский — старший сержант «Кулявы»
- Тадеуш Косударский — «Бабинич»
- Густав Люткевич — «Априлюс»
- Здислав Любельский — «Боцян», партизан
- Ежи Насеровский — «Ястжемб»
- Людвик Пак — «Вятрак»
- Юзеф Пара — подпоручик «Жечны»
- Адам Павликовский — поручик «Цьвек»
- Здзислав Шиманьский — «Мрук», партизан
- Мечислав Стоор — «Голый», партизан
- Михай Бурано
- Богуслав Сохнацкий — эпизод (нет в титрах)
- Игнацы Маховский — майор (нет в титрах)
- Лилиана Крупская — «Ольга», связная

## Съёмочная группа
- Режиссёр-постановщик: Януш Насфетер
- Режиссёр: Влодзимеж Боровик
- Авторы сценария: Витольд Залевский, Януш Насфетер
- Оператор: Ян Лясковский
- Композитор: Люциан Кашицкий.
- Помощники режиссёра: Владислав Икономов, Мечислава Каут
- Второй оператор: Вацлав Дыбовский
- Помощники оператора: Ежи Снох, Юзеф Каспжак
- Костюмы: Роман Волынец
- Звукооператоры: Халина Пачковская, Малгожата Яворская
- Монтаж: Мария Орловская
- Директор: Казимеж Гашевский